# Expedition 62
Expedition 62 è stata la 62ª missione di lunga durata verso la Stazione spaziale internazionale, iniziata il 6 febbraio 2020 con l'undocking della Sojuz MS-13 e conclusa il 17 aprile 2020. 

## Equipaggio
| Ruolo               | Febbraio - Aprile 2020               |
| ------------------- | ------------------------------------ |
| Comandante          | Oleg Skripočka, Roscosmos Terzo volo |
| Ingegnere di volo 1 | Jessica Meir, NASA Primo volo        |
| Ingegnere di volo 2 | Andrew Morgan, NASA Primo volo       |

L'equipaggio dell'Expedition 62 è composto da Skripočka e Meir della Sojuz MS-15 e da Morgan, lanciato a luglio 2019 con la Sojuz MS-13; torneranno a Terra a bordo della Sojuz MS-15 il 17 aprile 2020. I restanti membri avrebbero dovuto essere gli astronauti americani della missione Boe-CFT il cui lancio era inizialmente previsto per gennaio 2020, ma è stato poi rinviato a maggio 2020. L'Expedition 62 sarà composta quindi da soli tre membri, un russo e due americani. 

## Missione

### Lancio e berthing della Cygnus NG-13
La navicella cargo americana Cygnus NG-13 ("S.S. Robert H. Lawrence") della Northrop Grumman è stata la prima missione di rifornimento dell'Expedition 62. È partita a bordo di un lanciatore Antares dal Pad 0A del Mid-Atlantic Regional Spaceport, in Virginia, il 15 febbraio 2020 carica di 3400 kg di esperimenti scientifici, provviste per l'equipaggio e hardware per la SSI. Dopo aver raggiunto l'orbita in pochi minuti, ha dispiegato i pannelli solari per iniziare il suo viaggio di circa tre giorni verso l'avamposto orbitale. Alle 9:05 UTC Andrew Morgan ai comandi del braccio robotico canadese Canadarm2 ha catturato la navicella mentre Jessica Meir ne monitorava la telemetria e i sistemi. Due ore dopo i controllori di volo del Centro di controllo missione di Houston effettuarono un berthing della Cygnus al boccaporto nadir del modulo Unity del Segmento americano della ISS dove resterà fino a maggio 2020. Tra i principali esperimenti a bordo si ricordano Mobile SpaceLab, Mochii, OsteoOmics, Phage Evolution e Saffire-IV.

### Dragon SpX-20
Dopo alcune settimane di ritardo per problemi tecnici, la Dragon SpX-20 è stata lanciata con successo il 7 marzo 2020 con un Falcon 9 dal Complesso di lancio 40 della Cape Canaveral Air Force Station (CCAFS). Ha raggiunto la Stazione il 9 marzo consegnando 2500 kg esperimenti, cibi freschi, provviste e la piattaforma Bartolomeo. Come è accaduto per la precedente missione di rifornimento, è stato Morgan a catturare la navicella, con Meir come suo backup, mentre essa si trovava in volo libero ad una decina di metri della ISS. Del carico gli esperimenti scientifici più importanti erano Thermophysical Property Measurement, High-Temperature Oxide Liquids, ACE-T-2, ACE-T-12, BRIC-LED-002, VEG-PONDS-03 e Rad-Dorm. La piattaforma Bartolomeo è stata estratta dal trunk di Dragon e installata sul modulo Columbus il 2 aprile dopo due giorni di lavoro con l'ausilio del Canadarm2 e di Dextre. Trascorsi 29 giorni dal suo berthing alla ISS, il 7 aprile i controllori a terra effettuarono lìunberthing della navicella dal boccaporto nadir di Harmony e hanno inviato il comando di rilascio, mentre Morgan ricopriva il ruolo di backup e ne controllava i sistemi. La navicella è ammarata poche ore dopo nell'Oceano pacifico, riportando a Terra 1400 kg di campioni di esperimenti svolti sulla Stazione, tra cui BioNutrients, Space Biofilms, Engineered Heart Tissues, Ring Sheared Drop e il dispositivo BioFabrication Facility, che sono stati poi analizzati dagli scienziati. Questa è stata l'ultima missione di rifornimento di questa versione di Dragon, la Dragon 1; la prossima navicella, il cui lancio è previsto per la fine del 2020, sarà una Cargo Dragon 2 e sarà in grado di agganciarsi e sganciarsi alla ISS autonomamente senza l'utilizzo del braccio robotico.

### Lancio e docking della Sojuz MS-16
Il 9 aprile è stata lanciata dal Cosmodromo di Bajkonur la Sojuz MS-16 con a bordo Anatolij Ivanišin, Ivan Vagner e Christopher Cassidy. È stato il primo veicolo russo con equipaggio ad essere lanciato con il lanciatore Sojuz 2.1a; nei precedenti 20 anni le Sojuz erano state lanciate con il lanciatore Sojuz FG. Utilizzando il profilo di volo veloce di quattro orbite in sei ore, la navicella effettuò un docking in modalità automatica al modulo Poisk della ISS. Dopo il controllo delle perdite di pressione che ha impiegato due ore, l'equipaggio della Sojuz MS-16 e quello dell'Expedition 62 si sono riuniti ma, a causa del COVID-19, i nuovi arrivati non hanno potuto salutare i propri familiari durante la tradizionale conferenza nel modulo russo Zvezda.

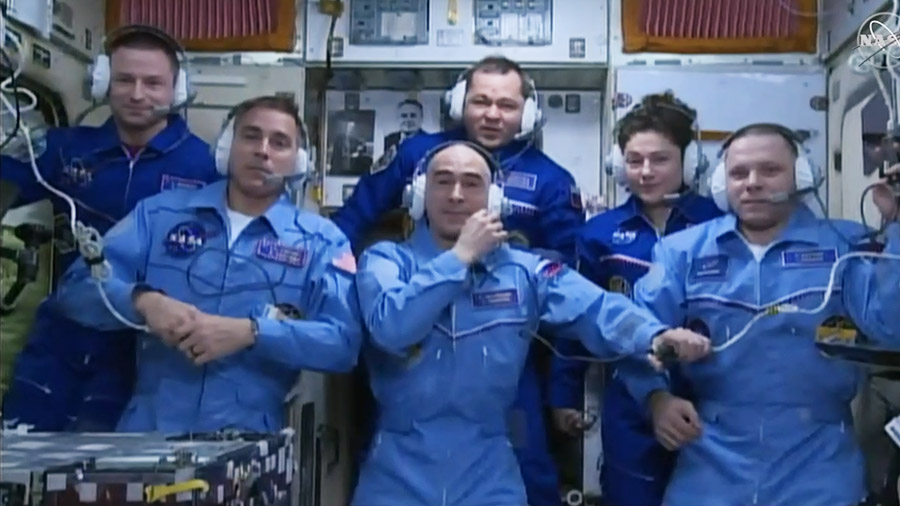
L'equipaggio dell'Expedition 62 (dietro) e quello della Sojuz MS-16 poco dopo essere entrati nella ISS

### Cambio di comando Skripočka – Cassidy
Il 15 aprile il comandante dell'Expedition 62 Skripočka ha passato il comando della Stazione all'astronauta americano Cassidy per l'Expedition 63. L'Expedition 62 si è conclusa ufficialmente il 17 aprile alle 01:53 UTC al momento dell'undocking della Sojuz MS-15 con a bordo Skripočka, Meir e Morgan. L'equipaggio è atterrato poche ore nel Kazakistan dopo 204 giorni di missione per Skripočka e Meir, e 271 giorni per Morgan, che era partito con la Sojuz MS-13 a luglio 2019.